# Teryl Rothery
Teryl Rothery (* 9. listopadu 1962, Vancouver) je kanadská herečka. Je známá především svojí rolí Dr. Janet Fraiserové v seriálu Hvězdná Brána.

## Život
Rothery se narodila ve Vancouveru v Britské Koloumbii.
Svoji kariéru začala, když hrála v muzikálu Bye Bye Birdie ve věku třinácti let.
Je známá především svojí rolí Dr. Janet Fraiserové v seriálu Hvězdná Brána, kde hrála od počátku seriálu v roce 1997 až do roku 2004 (a znovu jako host v roce 2006). Objevila se také v mnoha dalších sci-fi seriálech, například Akta X, Krajní meze, First Wave, Jeremiah, M.A.N.T.I.S., Kyle XY, Heuréka – město divů a mnoho dalších. Ztvárnila postavu Lenore Molee ve filmu z roku 1994 For the Love of Nancy.
Byla čtyřikrát nominována na prestižní kanadskou televizní cenu Leo Awards
V roce 2011 si hrála postavu paní Tunerové v televizním filmu A Fairly Odd Movie: Grow Up, Timmy Turner! a v roce 2012 si roli zopakovala ve filmu Kouzelní kmotříčci a Vánoce. Během let 2013 až 2015 hrála hlavní roli v seriálu stanice Hallmark Cedar Cove.
Dne 3. října 2008 se jí narodila dcera Londyn.

## Filmografie

### Film
| Rok  | Název                                  | Role               | Poznámky |
| ---- | -------------------------------------- | ------------------ | -------- |
| 1992 | Smrtelný hřích                         | Lena Falcone       |          |
| 1994 | Andre                                  | Jennifer File      |          |
| 1995 | Magic in the Water                     | Beth               |          |
| 1996 | Dragon Ball: Curse of the Blood Rubies | Raven              |          |
| 1997 | Malí bojovníci                         | Kathryn Jeffers    |          |
| 1997 | Ničitel                                | paní Saundersová   |          |
| 2001 | Help! I'm a Fish                       | Matka (hlas)       |          |
| 2005 | Plácek 2                               | Paní Goodfairerová |          |
| 2006 | Barbie mořská víla                     | Pink Merfairy      |          |
| 2007 | Babylon 5: Hlasy v temnotě             | Ms. Chambers       |          |
| 2009 | Good Boys and True                     | Elizabeth Hardy    |          |
| 2011 | Diary of a Wimpy Kid: Rodrick Rules    | Paní Kohanová      |          |
| 2012 | Flicka: Country Pride                  | Paige              |          |

### Televize
| Rok         | Název                                             | Role                                 | Poznámky                                                   |
| ----------- | ------------------------------------------------- | ------------------------------------ | ---------------------------------------------------------- |
| 1987        | Stingray                                          | Mary                                 | díl: „The First Time Is Forever“                           |
| 1988        | Yoroiden Samurai Troopers                         | Mia Koji                             | díl: „Oni Mashou! Shuten no moukou“ (anglický dabing)      |
| 1989–1992   | Ranma ½                                           | Kodachi Kuno                         | 4 díly (anglický dabing)                                   |
| 1989        | Project A-ko                                      | Eiko Magami                          | anglický dabing                                            |
| 1991–1994   | The Commish                                       | Marlene Gray/pracovnice v salonu     | 3 díly                                                     |
| 1992        | Smrtelný hřích                                    | Lena Falcone                         | TV film                                                    |
| 1992        | Vánoční skrýš                                     | žena                                 | TV film                                                    |
| 1993        | Žena na římse                                     | Linda                                | TV film                                                    |
| 1993        | Už to není dítě                                   | Lékařka                              | TV film                                                    |
| 1993–1994   | Exosquad                                          | poručík Maggie Weston                | 6 dílů                                                     |
| 1993–1995   | Ranma Nibun no Ichi                               | Kodachi Kuno                         | 2 díly (anglický dabing)                                   |
| 1994        | M.A.N.T.I.S.                                      | Trish Caitlin                        | díl: „Soldier of Misfortune“                               |
| 1994        | Cobra                                             | Jolean Floren                        | díl: „Caged Fury“                                          |
| 1994        | Akta X                                            | Michelle Chartersová                 | díl: „Svátost Boží“                                        |
| 1994        | Vánoční romance                                   | Susan                                | TV film                                                    |
| 1994        | Moment of Truth: To Walk Again                    | terapeutka                           | TV film                                                    |
| 1994        | Pro lásku k Nancy                                 | Lenore Molee                         | TV film                                                    |
| 1994        | Nesmrtelný                                        | Henryho sekretářka                   | TV film                                                    |
| 1994        | Heart of a Child                                  | Nancy Donnelly                       | TV film                                                    |
| 1994        | Král Artuš a rytíři spravedlnosti                 | Různé postavy (hlas)                 | 11 dílů                                                    |
| 1994        | Robin's Hoods                                     | seržant Janet Nelson                 | díl: „Old Friends, Dead Ends“                              |
| 1994–1996   | Hurricanes                                        | Různé hlasy                          | 7 dílů                                                     |
| 1995        | Zrazená důvěra                                    | Janet Harrison                       | TV film                                                    |
| 1995        | Dragon Ball                                       | Mai (hlas)                           | 13 dílů                                                    |
| 1995        | Who Killed My Daughter                            |                                      | TV film                                                    |
| 1995        | Onikirimaru                                       | Isoka/Harumi (hlas)                  | limitovaný seriál (anglický dabing)                        |
| 1995        | Littlest Pet Shop                                 | Různé hlasy)                         |                                                            |
| 1995        | Channel 92                                        | Pandora                              | TV film                                                    |
| 1995        | She Stood Alone: The Tailhook Scandal             | LtCdr Evans                          | TV film                                                    |
| 1996        | Hledání spravedlnosti                             | Laura Kane                           | TV film                                                    |
| 1996        | Abducted: A Father's Love                         |                                      | TV film                                                    |
| 1996        | Noci s vrahem                                     | trenérka                             | TV film                                                    |
| 1996        | Stand Against Fear                                | právnička                            | TV film                                                    |
| 1996        | Two                                               | Sarah                                | díl: „No Man's Land“                                       |
| 1996        | Street Fighter                                    | Rose                                 | díl: „The Flame and the Rose“                              |
| 1996–1997   | Krajní meze                                       | Janet Peston,/Dr. Lucy Cole          | 2 díly                                                     |
| 1997–2006   | Hvězdná Brána                                     | Janet Fraiser                        | hlavní role, 75 dílů                                       |
| 1997        | Reboot                                            | Pixel/Feline (hlas)                  | díl: „Where No Sprite Has Gone Before“                     |
| 1997        | Profit                                            | Connie Gracen                        | 3 díly                                                     |
| 1997        | Zmije                                             | Julie Stone                          | díl: „Wilderness Run“                                      |
| 1997        | Boj za spravedlnost                               | Donna                                | TV film                                                    |
| 1997        | Moment of Truth: Into the Arms of Danger          | Jane Price                           | TV film                                                    |
| 1997        | Dead Man's Gun                                    | Ariadne                              | TV film                                                    |
| 1997        | The Accident: A Moment of Truth Movie             | paní Novaková                        | TV film                                                    |
| 1997        | Odznak zrady                                      | Max                                  | TV film                                                    |
| 1997        | Nebezpečná podoba                                 | Ruth Jordan                          | TV film                                                    |
| 1998        | Shattered Hearts: A Moment of Truth Movie         | Dr. Sanchez                          | TV film                                                    |
| 1998        | Playing to Win: A Moment of Truth Movie           | poradkyně                            | TV film                                                    |
| 1998        | Broken Silence: A Moment of Truth Movie           | Christina Valdez                     | TV film                                                    |
| 1998        | The Fisherman and His Wife                        | manželka rybáře                      | TV film                                                    |
| 1998        | Jak umlčet Mary                                   | Brubaker                             | TV film                                                    |
| 1998        | Noddy                                             | paní Skittlesová                     | díl: „The Magic Key“                                       |
| 1998        | You, Me and the Kids                              | Rachel kamarádka                     | díl: „Street Smarts“                                       |
| 1998        | Fat Dog Mendoza                                   | Polly                                | díl: „Going the Distance“                                  |
| 1998        | Traders                                           | Allison Chase                        | díl: „The Whites of their Eyes“                            |
| 1998        | Podezřelá                                         | Ellen Abrams                         | TV film                                                    |
| 1998–1999   | RoboCop: Alpha Commando                           | Různé hlasy                          | 40 dílů                                                    |
| 1999        | Pro strach uděláno                                | Irene Bell                           | díl: „Family Reunion“                                      |
| 1999        | Srdeční záležitosti                               | Madeline                             | TV film                                                    |
| 1999        | Foolish Heart                                     | Holly                                | 2 díly                                                     |
| 1999        | Da Vinciho případy                                | Rita Morgan                          | díl: „His Wife“                                            |
| 2000        | First Wave                                        | Dr. Heather LeGuin                   | díl: „Rubicon“                                             |
| 2000        | Jednotka zpětného nasazení                        | Elaine Larkin                        | díl: „Common Knowledge“                                    |
| 2000        | Ten, který přežil                                 | Lisa Peccatone                       | TV film                                                    |
| 2000        | Karanténa                                         | výzkumnice                           | TV film                                                    |
| 2000–2001   | Liga špačků                                       | Lucinda (hlas)                       | 13 dílů                                                    |
| 2001        | Beggars and Choosers                              | Candy Falco                          | díl: „Golf War Syndrome“                                   |
| 2001        | The Cramp Twins                                   | Beatie (hlas)                        | díl: „No Means Yes/Spy's Pies“                             |
| 2001        | Project ARMS                                      | Dr. Mary Katz (hlas)                 | 5 dílů (anglický dabing)                                   |
| 2001        | The Chris Isaak Show                              | Tanya Curtis                         | díl: „Our Place“                                           |
| 2002        | Videovoyeur                                       | Nancy Glover                         | TV film                                                    |
| 2002        | Sabrina the Teenage Witch in Friends Forever      | slečna Fetidová (hlas)               | TV film                                                    |
| 2002        | X-men: Začátek                                    | Margali Sefton (hlas)                | díl: „The Toad, the Witch and the Wardrobe“                |
| 2002        | Glory Days                                        | paní Bowersová                       | díl: „Grim Ferrytale“                                      |
| 2002–2003   | Jeremiah                                          | Mary                                 | 3 díly                                                     |
| 2003        | Bod zvratu                                        | Shelley Hansen                       | TV film                                                    |
| 2003        | G.I. Joe: Spy Troops the Movie                    | Baronka (hlas)                       | TV film                                                    |
| 2003        | Šikula a šikulkové                                | Clawova matka/Billy                  | 52 dílů                                                    |
| 2003        | Manželská krize                                   | výkonná producentka stanice          | limitovaný seriál, 6 dílů                                  |
| 2003–2006   | Martin Mystery                                    | M.O.M. (hlas)                        | 66 dílů                                                    |
| 2004        | Mrtví jako já                                     | Linda                                | 3 díly                                                     |
| 2004        | The Collector                                     | Laura McKinney                       | díl: „The Medium“                                          |
| 2004        | Inu Yasha                                         | princezna Abi/Shimy matka (hlas)     | 8 dílů (anglický dabing)                                   |
| 2004        | Huff                                              | Norma                                | TV film                                                    |
| 2004        | The Twelve Days of Christmas Eve                  | Marilyn Carter                       | TV film                                                    |
| 2004        | Nelehký život                                     | teta Syd                             | TV film                                                    |
| 2004–2009   | Smallville                                        | členka sprvní řady/realitní makléřka | 2 díly                                                     |
| 2005        | Mrtvá zóna                                        | Judith Peck                          | díl: „Vanguard“                                            |
| 2006        | Barbie mořská víla                                | Pink Merfairy                        | TV film                                                    |
| 2006        | Team Galaxy                                       | paní Roskoffová (hlas)               | anglický dabing                                            |
| 2006        | Bezva jízda                                       | paní Gundersonová                    | TV film                                                    |
| 2006        | Polly World: Her First Full-Length Movie          | paní Marklinová/Lizzie (hlas)        | TV film                                                    |
| 2006        | Amber's Story                                     | Sharon Timmons                       | TV film                                                    |
| 2006–2009   | Kyle XY                                           | Carol Bloom                          | 11 dílů                                                    |
| 2007–2015   | Lovci duchů                                       | lékařka/Olivette                     | 2 díly                                                     |
| 2007        | Agentura Jasno                                    | Glenda                               | díl: „Má mě rád, nemá mě rád, má mě rád, jejda, nemá puls“ |
| 2007        | Špionky                                           | M.O.M. (hlas)                        | díl: „Totally Mystery Much?“                               |
| 2007        | Heuréka – město divů                              | Diane Lancaster                      | díl: „Boží dopuštění“                                      |
| 2007        | Finley požární autíčko                            | Abigail (hlas)                       |                                                            |
| 2007–2008   | Starostliví medvídci: Cesta do Vtipálkova         | Různé hlasy                          | 14 dílů                                                    |
| 2008–2009   | Hlídka                                            | Gwen                                 | 12 dílů                                                    |
| 2008        | Paparazzi Princess: The Paris Hilton Story        | Julie San Jose                       | TV film                                                    |
| 2009        | Alice                                             | Carol Hamilton                       | limitovaný seriál, 2 díly                                  |
| 2009–2010   | RollBots                                          | Různé hlasy                          | 12 dílů                                                    |
| 2010–2011   | Superkočky                                        | Layne Monroeová                      | vedlejší role, 9 dílů                                      |
| 2010        | Caprica                                           | Evelyn                               | 8 dílů                                                     |
| 2010        | Kdo rozsvítí Vánoce                               | Mary Jones                           | TV film                                                    |
| 2011        | A Fairly Odd Movie: Grow Up, Timmy Turner!        | Paní Turnerová                       | TV film                                                    |
| 2011        | Divine: The Series                                | Matka                                | díl: „Feed Him for Life“                                   |
| 2011        | Šílená hra                                        | Sarah Patrick                        | TV film                                                    |
| 2011        | Kauzy podle Kate                                  | Valerie                              | díl: „Believers“                                           |
| 2012        | Kouzelní kmotříčci a Vánoce                       | paní Turnerová                       | TV film                                                    |
| 2012        | The Killing                                       | Kathy Travers                        | díl: „Reflections“                                         |
| 2012        | The Wishing Tree                                  | Madelyn Guthrie                      | TV film                                                    |
| 2013        | Cult                                              | Cathy McDonald                       | 3 díly                                                     |
| 2013        | Barbie a Růžové balerínky                         | Giselle matka/královna Vera (hlas)   | TV film                                                    |
| 2013        | Hodina duchů                                      | paní Bakerová                        | díl: „Checking Out“                                        |
| 2013, 17–18 | Arrow                                             | Jean Loring                          | 7 dílů                                                     |
| 2013–2015   | Cedar Cove                                        | Grace Sherman                        | hlavní role, 35 dílů                                       |
| 2014        | Vztah pro psa                                     | Dina                                 | TV film                                                    |
| 2014        | Barbie a Kouzelná dvířka                          | Královna Zinnie                      | TV film                                                    |
| 2014        | Rush                                              | Joanne Martin                        | díl: „Dirty Work“                                          |
| 2014        | Superbook                                         | Různé hlasy                          | 5 dílů                                                     |
| 2014        | Kouzelní kmotříčci v ráji                         | paní Turnerová                       | TV film                                                    |
| 2015        | Městečko Pines                                    | Henrietta                            | 3 díly                                                     |
| 2015        | iZombie                                           | Rita Sparrow                         | díl: „Maternity Liv“                                       |
| 2016        | Cestovatelé časem                                 | Patricia Holden                      | 2 díly                                                     |
| 2016        | Dater's Handbook                                  | Dr. Susie                            | TV film                                                    |
| 2016        | Good Witch: Secrets of Grey House                 | Meredith                             | TV film                                                    |
| 2016        | Jak překazit svatbu                               | Suzie                                | TV film                                                    |
| 2017        | All For Love                                      | Diane Shaw                           | TV film                                                    |
| 2017        | Batesův motel                                     | Caroline                             | díl: „Dreams Die First“                                    |
| 2017        | Imposters                                         | Barbara                              | díl: „Cohen, Lenny Cohen“                                  |
| 2017        | Darebák                                           |                                      | díl: „How the Light Gets In“                               |
| 2017        | When We Rise                                      | prezidentka NRC                      | díl: „Night III: Parts IV and V “                          |
| 2017        | A Bramble House Christmas                         | Mabel Bramble                        | TV film                                                    |
| 2017–2018   | The Good Doctor                                   | J.L.                                 | 12 dílů                                                    |
| 2017        | Christmas Getaway                                 | Marilyn Hays                         | TV film                                                    |
| 2018        | Chesapeake Shores                                 | Robin O'Briend                       | 4 díly                                                     |
| 2018        | Santa's Boots                                     | Elaine Monroe                        | TV film                                                    |
| 2018        | Aurora Teagarden Mysteries: The Disappearing Game | Carolyn Harrison                     | TV film                                                    |
| 2018        | My Three Wise Men                                 | Julia Wise                           | TV film                                                    |